# Orovnica
Orovnica (allemand : Hromitz, hongrois : Oromfalu) est un village de Slovaquie situé dans la région de Banská Bystrica.

## Histoire
Première mention écrite du village en 1209.

## Démographie

### Évolution de la population
| Année:               | 1994. | 2004.   | 2014.   | 2024.   |
| -------------------- | ----- | ------- | ------- | ------- |
| Nombre de personnes: | 580   | 546     | 567     | 513     |
| Différence:          |       | -5,86 % | +3,84 % | -9,52 % |

| Année:               | 2023. | 2024.   |
| -------------------- | ----- | ------- |
| Nombre de personnes: | 517   | 513     |
| Différence:          |       | -0,77 % |